# ハミルトン・ソアレス・デ・サ
ハミルトン・ソアレス・デ・サ（Hamilton Soares de Sá、1991年5月31日 - ）は、ブラジル・マナウス出身のサッカー選手。ポジションはフォワード。

## タイトル

### 個人
- タイ・リーグ1得点王: 2021-22